# Der Palmengarten
Der Palmengarten (abreviado Palmengarten) es una revista científica con ilustraciones y descripciones botánicas que es publicada en Frankfurt am Main desde el año 1948 con el nombre de Der Palmengarten. Frankfurter Monatsschrift für Natur- und Gartenfreunde.